# Teargarden by Kaleidyscope
Albums de The Smashing Pumpkins
Zeitgeist
(2007) Oceania
(2012)
Teargarden by Kaleidyscope est le huitième album du groupe de rock alternatif The Smashing Pumpkins. 44 morceaux sont annoncés et sont publiés à la fois par le biais des téléchargements de MP3 gratuits mais aussi dans des EP physiques en édition limitée. Ces derniers incluent un morceau inédit en plus de ceux déjà téléchargeables. En mai 2011, 10 chansons et deux EP sont disponibles sur le site du groupe et dans le commerce.
Annoncé par le leader du groupe Billy Corgan le 16 septembre 2009, Teargarden By Kaleidyscope est un album dont le concept a été inspiré par le tarot. Corgan définit l’album comme « un nouveau concept d’album […] où vous pouvez écouter divers morceaux durant l’enregistrement ». Teargarden by Kaleidyscope est actuellement publié au compte goutte sur le site officiel des Smashing Pumpkins, au compte goutte puisqu’une seule chanson est ajoutée à la fois. Lorsqu’un ensemble de quatre pistes est disponible pour le téléchargement, il se décline plus tard en version physique. L’album sera complet lorsque onze EP de quatre morceaux seront disponibles formant ainsi un grand coffret.

## Genèse et enregistrement

### Contexte
Les Smashing Pumpkins se sont reformés en 2006 après une pause de six ans. Leur album Zeitgeist sort à l’été 2007. Bien qu’il soit certifié disque d’or et un succès commercial Billy Corgan et Jimmy Chamberlin ont décidé en 2008 de faire un album plus traditionnel, en marge de l’industrie du disque : c’est ainsi qu’est né le concept de Teargarden by Kaleidyscope.
En mars 2009, Chamberlin quitte le groupe. Corgan décide donc de trouver son remplaçant et c’est après quelques auditions que Mike Byrne, 19 ans, rejoint les Smashing Pumpkins. En avril 2009, Billy Corgan a exposé sa vision pour le nouvel album : « Je ne pense pas que je vais faire des albums comme ceux du bon vieux temps : 12-15 chansons par album. Mon désir serait de créer un album sur 2 ou 3 ans avec des morceaux diffusés au compte-goutte et un ensemble d’albums physiques ce qui formerait un seul et même album. En sortant une chanson à la fois, je pourrais donc me focaliser uniquement sur ce morceau et ainsi prendre le temps de l’enregistrer pour qu’il me plaise. C’est moi qui dirige l’enregistrement et m’inflige donc une pression interne, le genre de pression que j’aime et qui permet de faire de belles choses ».

### Enregistrement
Le groupe enregistre l’album en utilisant une combinaison de bandes analogiques et le logiciel Pro Tools dans le studio de Billy Corgan à Chicago. La production de l’album est entre les mains de Billy Corgan, Kerry Brown et de Bjorn Thorsud, ces deux derniers ont participé à l’enregistrement de Zeitgeist. Le coproducteur Kerry Brown a expliqué l’état d’esprit de l’enregistrement : « Corgan a pour objectif de traiter chaque chanson à la guitare acoustique. Billy Corgan écrit une chanson, nous enregistrons une démo et ensuite nous essayons de trouver un son particulier pour la chanson, les sentiments que la chanson évoque ».
Sur les deux premiers EP, Billy Corgan a traité la majeure partie des morceaux à la guitare et au clavier. Mike Byrne et Mark Tulin se chargent respectivement de la batterie et de la basse. D’autres amis proches de Corgan participent à l’enregistrement notamment Lisa Harriton, claviériste dans l’album Zeitgeist. Pour le leader du groupe, il est nécessaire de chercher le rythme dans la musique plutôt que de se concentrer uniquement sur l’écriture.
À partir du troisième EP, la formation du groupe est complète avec Nicole Fiorentino qui remplace Ginger Reyes à la basse. Jeff Schroeder reste toujours à la guitare rythmique. L’enregistrement du troisième EP a débuté depuis octobre 2010.

## Liste des morceaux
| 1. | A Song for a Son                   | 7 décembre 2009   | 6:02 | 6:02 |
| 2. | Astral Planes                      | 16 avril 2010     | 4:05 | 4:05 |
| 3. | Widow Wake My Mind                 | 18 janvier 2010   | 4:26 | 4:59 |
| 4. | A Stitch in Time                   | 2 mars 2010       | 3:32 | 3:28 |
| — | Teargarden Theme †                 | —                 | —    | 2:55 |
| Vol. 2: The Solstice Bare 23 novembre 2010, |                                    |                   |      |      |
| 1. | The Fellowship                     | 12 janvier 2011   | 3:51 | 3:53 |
| 2. | Freak (also known as Freak U.S.A.) | 6 juillet 2010    | 3:51 | 3:54 |
| 3. | Tom Tom                            | 24 novembre 2010  | 4:04 | 4:04 |
| 4. | Spangled                           | 14 septembre 2010 | 2:29 | 2:32 |
| — | Cottonwood Symphony †              | —                 | —    | 3:05 |
| Vol. 3 |                                    |                   |      |      |
| 1. | Lightning Strikes                  | 18 mars 2011      | 3:56 | 3:56 |
| 2. | Owata                              | 4 mai 2011        | 3:39 | 3:39 |
| Un "—" représente une information inconnue ou a non-applicable. Un "†" représente une piste bonus incluse dans la version boîte mais non diffusée au format numérique. |                                    |                   |      |      |